# Jardiner orellut
El jardiner orellut (Ailuroedus melanotis) és una espècie d'ocell de la família dels ptilonorínquids (Ptilonorhynchidae) que habita la selva humida de Nova Guinea, i nord-est de Queensland.

## Taxonomia
Els treballs de Irestedt et al. (2015) van propiciar l'escissió de cinc espècies, tradicionalment incloses a Ailuroedus melanotis: A. arfakianus, A. astigmaticus, A. astigmaticus.A. jobiensis i A. maculosus.